# Hadena ficklini
Hadena ficklini är en fjärilsart som beskrevs av Tutt 1898. Hadena ficklini ingår i släktet Hadena och familjen nattflyn. Inga underarter finns listade i Catalogue of Life.